# Desafio Internacional das Estrelas de 2006
O Desafio Internacional das Estrelas de 2006 foi a segunda edição do Desafio Internacional das Estrelas. Um evento de kart que reúne grandes nomes do automobilismo mundial, promovido pelo piloto brasileiro da Fórmula 1, Felipe Massa.
O evento foi uma realização da Carlinhos Romagnolli Promoções e Eventos com apoio do Governo de Santa Catarina, Prefeitura de Florianópolis e Hotel Costão do Santinho.
As duas provas foram realizadas nos dias 16 e 17 de dezembro, no Kartódromo dos Ingleses, em Florianópolis.

## Treino classificatório
| Pos. | Piloto              | Tempo  |
| ---- | ------------------- | ------ |
| 1    | Felipe Massa        | 41s619 |
| 2    | Antonio Pizzonia    | 41s793 |
| 3    | Nelsinho Piquet     | 41s801 |
| 4    | Lucas Di Grassi     | 41s985 |
| 5    | Luciano Burti       | 42s008 |
| 6    | Enrique Bernoldi    | 42s274 |
| 7    | Felipe Giaffone     | 42s282 |
| 8    | Marcos Gomes        | 42s322 |
| 9    | Vitantonio Liuzzi   | 42s345 |
| 10   | Vitor Meira         | 42s391 |
| 11   | Ricardo Zonta       | 41s831 |
| 12   | João Paulo Oliveira | 41s846 |
| 13   | Tony Kanaan         | 41s857 |
| 14   | Alexandre Barros    | 42s002 |
| 15   | Xandynho Negrão     | 42s048 |
| 16   | Popó Bueno          | 42s108 |
| 17   | Robert Doornbos     | 42s157 |
| 18   | Hoover Orsi         | 42s205 |
| 19   | Giuliano Losacco    | 42s224 |
| 20   | Jaime Câmara        | 42s351 |
| 21   | Cacá Bueno          | 42s397 |
| 22   | Rubens Barrichello  | 42s407 |
| 23   | Tarso Marques       | 42s428 |
| 24   | Tiago Monteiro      | 42s476 |
| 25   | Jean Alesi          | 43s052 |

## Resultados

### Primeira bateria
| Pos. | Piloto                 | Tempo       |
| ---- | ---------------------- | ----------- |
| 1    | Felipe Massa           | 20min52s035 |
| 2    | Nelsinho Piquet        | + 0s739     |
| 3    | Lucas Di Grassi        | + 10s873    |
| 4    | Enrique Bernoldi       | + 11s860    |
| 5    | Vitor Meira            | + 11s975    |
| 6    | Antonio Pizzonia       | + 14s521    |
| 7    | Luciano Burti          | + 15s220    |
| 8    | Tonny Kanaan           | + 17s616    |
| 9    | Hoover Orsi            | + 27s235    |
| 10   | Cacá Bueno             | + 34s176    |
| 11   | Tiago Monteiro         | + 36s327    |
| 12   | João Paulo De Oliveira | + 39s679    |
| 13   | Xandynho Negrão        | + 1 volta   |
| 14   | Jean Alesi             | + 1 volta   |
| 15   | Vitantonio Liuzzi      | + 1 volta   |
| 16   | Rubens Barrichello     | + 6 voltas  |
| 17   | Marcos Gomes           | + 7 voltas  |
| 18   | Popó Bueno             | + 7 voltas  |
| 19   | Jaime Câmara           | + 10 voltas |
| 20   | Tarso Marques          | + 10 voltas |
| 21   | Alexandre Barros       | + 13 voltas |
| 22   | Giuliano Losacco       | + 18 voltas |
| 23   | Ricardo Zonta          | + 22 voltas |
| 24   | Felipe Giaffone        | + 28 voltas |

### Segunda bateria
| Pos. | Piloto                 | Tempo       |
| ---- | ---------------------- | ----------- |
| 1    | Antonio Pizzonia       | 21min05s682 |
| 2    | Nelsinho Piquet        | + 2s555     |
| 3    | Lucas Di Grassi        | + 5s232     |
| 4    | Felipe Massa           | + 5s459     |
| 5    | Tonny Kanaan           | + 7s235     |
| 6    | Vitantonio Liuzzi      | + 8s743     |
| 7    | Enrique Bernoldi       | + 10s457    |
| 8    | Rubens Barrichello     | + 11s533    |
| 9    | Felipe Giaffone        | + 13s907    |
| 10   | João Paulo De Oliveira | + 17s069    |
| 11   | Popó Bueno             | + 17s695    |
| 12   | Ricardo Zonta          | + 17s779    |
| 13   | Robert Doornbos        | + 21s198    |
| 14   | Alexandre Barros       | + 32s676    |
| 15   | Vitor Meira            | + 35s489    |
| 16   | Marcos Gomes           | + 1 volta   |
| 17   | Jean Alesi             | + 1 volta   |
| 18   | Luciano Burti          | + 4 voltas  |
| 19   | Tiago Monteiro         | + 8 voltas  |
| 20   | Cacá Bueno             | + 10 voltas |
| 21   | Giuliano Losacco       | + 11 voltas |
| 22   | Xandynho Negrão        | + 12 voltas |

### Resultado final
| Pos. | Nome                | Pontos |
| ---- | ------------------- | ------ |
| 1    | Felipe Massa        | 38     |
| 2    | Nelsinho Piquet     | 37     |
| 3    | Lucas di Grassi     | 31     |
| 4    | Antonio Pizzonia    | 30     |
| 5    | Enrique Bernoldi    | 22     |
| 6    | Tony Kanaan         | 19     |
| 7    | Vitor Meira         | 12     |
| 8    | Vitantonio Liuzzi   | 11     |
| 9    | João Paulo Oliveira | 10     |
| 10   | Luciano Burti       | 9      |
| 11   | Rubens Barrichello  | 8      |
| 12   | Hoover Orsi         | 7      |
| 13   | Felipe Giaffone     | 7      |
| 14   | Cacá Bueno          | 6      |
| 15   | Tiago Monteiro      | 5      |
| 16   | Popó Bueno          | 5      |
| 17   | Ricardo Zonta       | 4      |
| 18   | Xandinho Negrão     | 3      |
| 19   | Robert Doornbos     | 3      |
| 20   | Jean Alesi          | 2      |
| 21   | Alexandre Barros    | 2      |